# Miłoszów
Miłoszów est une localité polonaise de la gmina de Leśna, située dans le powiat de Lubań en voïvodie de Basse-Silésie.

## Histoire
De 1816 à 1945, Hartmannsdorf fait partie de l'arrondissement de Lauban dans le district de Liegnitz au sein de la province de Silésie.